# Arthur Piggott
Arthur Leary Piggott (19 octobre 1749 - 6 septembre 1819) est un avocat anglais et député whig.

## Biographie
Il est né dans la paroisse de St Michael, à la Barbade, fils de John Piggott de Grenade, et est formé pour le droit au Middle Temple, étant admis au barreau en 1777. Il entre ensuite au Trinity College d'Oxford.
Il commence sa carrière juridique à Grenade, où il est nommé procureur général, retournant en Angleterre en 1783, où après avoir développé une pratique d'avocat ordinaire, il rejoint la cour de la chancellerie. Il est solliciteur général du prince de Galles de 1783 à 1792, date à laquelle il est démis de ses fonctions en raison de son appartenance à la Société des amis du peuple, un groupe de réforme radicale. Il est élu membre de la Royal Society en 1787.
Sous l'administration Whig de 1806, il est choisi pour être procureur général, est fait chevalier par le roi et reçoit un siège parlementaire sûr par le duc de Norfolk à Steyning. Aux élections générales de 1806, le duc lui trouve un siège à Arundel, qu'il occupe jusqu'en 1812. En 1812, il est élu pour Horsham, siégeant jusqu'en 1818. Cette année-là, il reçoit à nouveau le siège d'Arundel mais meurt l'année suivante et est remplacé par Robert Blake.
Bien qu'il n'ait pas comparu devant le tribunal, il est impliqué dans le procès en 1812 de William Booth pour faux, dans son rôle de « conseil constant pour la Banque d'Angleterre ». Booth est condamné à la pendaison.
Piggott est décédé à Eastbourne, dans le Sussex, le 9 septembre 1819. Il épouse Jane Dunnington de Manchester, Lancashire.